# 富山ファースト・ディーシー
富山ファースト・ディーシー株式会社（とやまファースト・ディーシー、Toyama First DC Co.,Ltd.）は、富山第一銀行の関連会社であり、ディーシーカードのフランチャイジーである。同行の顧客基盤を基に主に富山県内でディーシーカードの発行、加盟店の獲得している。

## 関連会社
- 富山第一銀行
- 三菱UFJニコス